# يسرائيل كاتس
يسرائيل كاتس (بالعبرية: ישראל כץ، من مواليد 21 سبتمبر 1955) سياسي إسرائيلي يشغل حاليًا منصب وزير الدفاع الإسرائيلي منذ نوفمبر 2024، وعضو في الكنيست عن حزب الليكود.
كان عضوًا في المجلس الوزاري الإسرائيلي المصغر للشؤون الأمنية. شغل كاتس في السابق منصب وزير الزراعة، ووزير المواصلات، ووزير الاستخبارات، ووزير الطاقة، ووزير المالية، وشغل منصب وزير الخارجية مرتين. في 5 نوفمبر 2024، رشحه رئيس الوزراء نتنياهو لمنصب وزير الدفاع بعد إقالة يوآف غالانت.

## السيرة الشخصية
وُلِد إسرائيل كاتس في مدينة عسقلان المحتلة عام 1955، كان والداه، مائير كاتس ومالكا ((نيرا) ني دويتش)، من الناجين من الهولوكوست من منطقة ماراموريش، رومانيا. نشأ في موشاف (مستوطنة) كفار أحيم، تم تجنيده في الجيش الإسرائيلي عام 1973 وخدم في لواء المظليين كجندي وقائد فرقة. في عام 1976، أكمل مدرسة المرشحين الضباط وعاد إلى لواء المظليين كقائد فصيلة. بعد تسريحه عام 1977، درس في الجامعة العبرية في القدس وتخرج بدرجة البكالوريوس والماجستير. في أوائل الثمانينيات، كان رئيسًا لاتحاد الطلاب. في مارس 1981، تم إيقافه لمدة عام لمشاركته في احتجاج ضد «العنف العربي» في الحرم الجامعي والذي تضمن حبس رئيس الجامعة، رافائيل مشولام في غرفته.
وكاتس متزوج ولديه طفلان.

## الحياة السياسية
وكان كاتس أول من ورد اسمه في المرتبة 45 على قائمة الليكود في الانتخابات التشريعية الإسرائيلية عام 1992، لكنه غاب عن المنافسة عندما فاز الليكود بـ 32 مقعدًا فقط. فاز كاتس بالمركز 34 على قائمة الليكود - جيشر - تسوميت في انتخابات عام 1996، لكنه غاب عن مكان في الكنيست عندما فاز التحالف بـ 32 مقعدًا فقط. ومع ذلك، دخل الكنيست في نوفمبر 1998 كبديل لإيهود أولمرت. أعيد انتخابه في عامي 1999 و2003، وعُين وزيرًا للزراعة في حكومة إسرائيل الثلاثون لأرئيل شارون في عام 2003. ترك كاتس الحكومة في يناير 2006 بعد انقسام الليكود - كاديما، وأعيد انتخابه في انتخابات عام 2006.
في يناير 2004، أعلن كاتس عن خطته المتطرفة لزيادة عدد المستوطنين في مرتفعات الجولان المحتلة بشكل كبير. وفي مارس 2004، اقترح إجراء استفتاء بين جميع الأعضاء المسجلين في حزب الليكود، مما سمح لأرييل شارون، الذي كان عازمًا على حشد الرأي العام لدعم خطته للانسحاب من غزة، بالالتفاف على المعارضة داخل مؤتمر الليكود، الذي تهيمن عليه جماعات الضغط الاستيطانية الإسرائيلية. أعلن كاتس إلى جانب بنيامين نتنياهو وسيلفان شالوم وليمور ليفنات أنهم سيستقيلون من الحكومة في غضون أسبوعين إذا لم يوافق شارون على إجراء استفتاء وطني على خطة الانسحاب. وفي نفس الفترة فقط، ضغط بالاشتراك مع المنظمة الصهيونية العالمية، لتخصيص 32 مليون دولار لتوفير الحوافز والإعانات للمستوطنات في الضفة الغربية.
في مارس/آذار 2007، أوصت شرطة إسرائيل بتوجيه الاتهام إلى كاتز بتهمة الاحتيال وخيانة الأمانة فيما يتصل بالتعيينات السياسية في وزارة الزراعة أثناء توليه منصب الوزير. ووجد التقرير أن 24 موظفاً موسمياً في الوزارة كانوا أعضاء في اللجنة المركزية لحزب الليكود أو كانوا أبناء أعضاء اللجنة. ونقلت الشرطة مواد التحقيق إلى النيابة العامة في المنطقة المركزية.

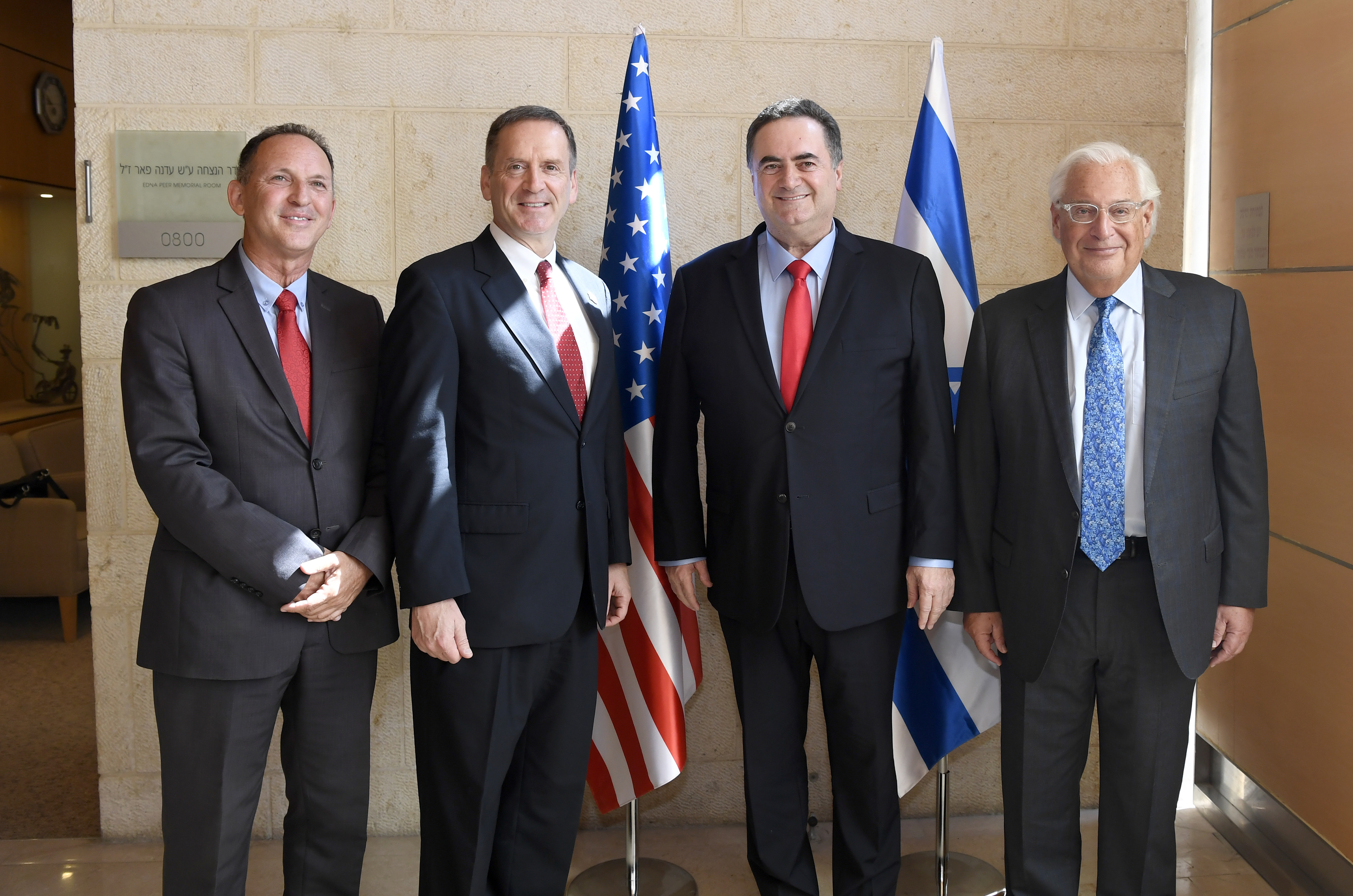
كاتس مع السفير الأمريكي في إسرائيل ديفيد إم فريدمان (يمين) في أغسطس 2019.